# 1043 w polityce

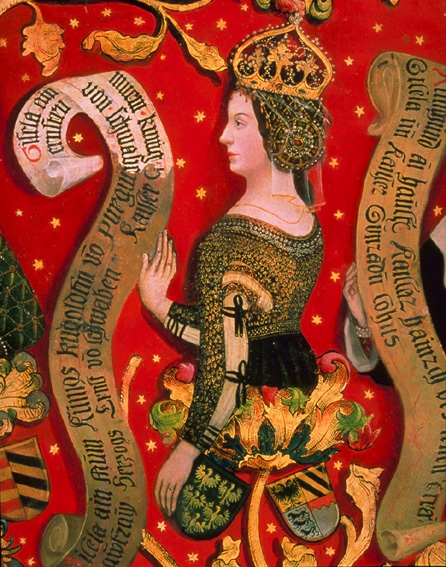
Gizela Szwabska

Wydarzenia polityczne w 1043 roku.

## Wydarzenia
- 3 kwietnia Edward Wyznawca[1] został koronowany na króla Anglii[2][3].

## Zmarli
- 15 lutego Gizela Szwabska, cesarzowa, królowa Niemiec[4].